# Gus Edwards (Footballspieler)
Augustus „Gus“ Edwards (geboren am 13. April 1995 in Monrovia, Liberia) ist ein liberianisch-amerikanischer American-Football-Spieler auf der Position des Runningbacks. Er spielte College Football für die University of Miami und die Rutgers University. Seit 2024 steht Edwards bei den Los Angeles Chargers in der National Football League (NFL) unter Vertrag. Zuvor spielte er sechs Jahre lang für die Baltimore Ravens.

## Frühe Jahre und College
Edwards wurde während des Bürgerkriegs in Liberia in der liberianischen Hauptstadt Monrovia geboren. Edwards′ Vater und dessen älteste Tochter konnten 1999 unterstützt durch den Lutheran Immigration and Refugee Service in die Vereinigten Staaten ziehen, während Edwards mit seiner Mutter und seinem jüngeren Bruder zunächst in das ghanaische Flüchtlingslager Buduburam floh. Im September 2001 gelangten auch sie in die Vereinigten Staaten und wohnten daraufhin in Park Hill, einem Problemviertel in Staten Island, New York City. Zum American Football kam Edwards, der sich auch für Basketball interessierte, über einen zufälligen Kontakt mit Samuel Barnes, dem Gründer des Jugendfootballteams Staten Island Hurricanes, der ihn in das Team einlud. Edwards ging auf die Tottenville High School und spielte auch dort Football.
Ab 2013 ging Edwards auf die University of Miami und spielte College Football für die Miami Hurricanes. Bei den Hurricanes war er zunächst zwei Jahre lang der Backup für Duke Johnson. In seinem zweiten Spiel am College kam Edwards bei einem 77:7-Kantersieg von Miami über die Savannah State University auf 113 Yards Raumgewinn im Laufspiel und drei Touchdowns. Nachdem Johnson vor der Saison 2015 das Team in Richtung der NFL verlassen hatte, war Edwards nach einer überzeugenden Saisonvorbereitung als Starter für die neue Spielzeit vorgesehen. Er zog sich jedoch eine Woche vor Beginn eine Mittelfußverletzung zu, die das Saisonaus bedeutete. Da Mark Walton in Edwards′ Abwesenheit hatte überzeugen können, blieb ihm auch in der Saison 2016 wiederum nur eine Rolle als Ergänzungsspieler.
Nachdem Edwards seinen Abschluss an der University of Miami gemacht hatte, entschloss er sich zu einem Wechsel zu einem anderen College-Football-Team. Da er sich die Spielzeit 2015 als Medical Redshirt anrechnen lassen konnte, war er ein weiteres Jahr am College spielberechtigt. Vor allem die Syracuse University und die University of Pittsburgh zeigten Interesse an Edwards, jedoch wollten die Hurricanes ihn nicht an ein  Team abgeben, gegen das sie in der kommenden Saison spielen würden. Daher wechselte er auf die Rutgers University und spielte 2017 für die Rutgers Scarlet Knights. Edwards entschied sich für die in New Jersey gelegene Rutgers University, um näher bei seiner Familie zu sein. Zudem wurde 2017 sein Sohn Augustus Jr. geboren. Bei den Scarlet Knights war Edwards in allen 12 Spielen Starter. Er erzielte 816 Yards Raumgewinn im Laufspiel, sieben Touchdowns und wurde zusammen mit Sebastian Joseph-Day als Most Valuable Player (MVP) des Teams ausgezeichnet.

## NFL
Edwards wurde im NFL Draft 2018 nicht ausgewählt und anschließend als Undrafted Free Agent von den Baltimore Ravens unter Vertrag genommen. Er schaffte es zunächst nicht in den 53-Mann-Kader der Ravens für die Regular Season, wurde aber in den Practice Squad aufgenommen. Nachdem mit Kenneth Dixon und De′Lance Turner zwei Runningbacks der Ravens mit Verletzungen ausgefallen waren, wurde Edwards vor dem sechsten Spieltag in den aktiven Kader der Ravens befördert. Bei seinem NFL-Debüt gegen die Tennessee Titans in Woche 6 erlief er bei zehn Versuchen 42 Yards. Ab dem 11. Spieltag ersetzte Lamar Jackson bei den Ravens Joe Flacco als Starting-Quarterback, woraufhin auch Edwards mehr Einsatzzeit bekam, da sein Spielstil gut mit dem von Jackson harmonierte. In Woche 11 erzielte Edwards mit 17 Läufen 115 Yards Raumgewinn und einen Touchdown, woraufhin er ab dem 12. Spieltag Alex Collins als Starter auf der Runningback-Position ersetzte. Edwards war in den letzten sechs Spielen der Regular Season sowie bei der Play-off-Niederlage gegen die Los Angeles Chargers Starter und erlief insgesamt 718 Yards Raumgewinn als Läufer bei einem Durchschnitt von 5,2 Yards pro Lauf.
Durch die Verpflichtung von Mark Ingram Jr. rückte Edwards zur Saison 2019 wieder ins zweite Glied. Mit 711 Rushing-Yards und 5,3 Yards pro Lauf verzeichnete er ähnliche statistische Werte wie im Vorjahr. In der Saison 2020 teilte Edwards sich das Backfield der Ravens überwiegend mit Rookie J. K. Dobbins. Mit sechs Touchdowns stellte er einen neuen Karrierebestwert auf. Vor der Spielzeit 2021 belegten die Ravens Edwards als Restricted Free Agent zunächst mit einem Second-Round Tender, bevor er im Juli eine Vertragsverlängerung um zwei Jahre im Wert von zehn Millionen US-Dollar in Baltimore unterschrieb. Nachdem Dobbins im letzten Spiel der Preseason einen Kreuzbandriss erlitten hatte, sollte Edwards als Starter für die Ravens in die Saison 2021 gehen. Allerdings zog sich Edwards selbst am 9. September 2021 im Training einen Kreuzbandriss zu und fiel damit ebenfalls für die gesamte Saison aus.
Sein Comeback gab Edwards erst am siebten Spieltag der Saison 2022 gegen die Cleveland Browns. Er teilte sich erneut die Spielzeit mit Dobbins und erlief 436 Yards bei 87 Versuchen. Da Dobbins sich am ersten Spieltag einen Achillessehnenriss zuzog, war Edwards 2023 der Nummer-eins-Runningback der Ravens. Mit 4,1 Yards pro Lauf war er deutlich weniger effektiv als in den Vorjahren, allerdings erlief er mit 13 Touchdowns die drittmeisten Touchdowns eines Runningbacks in dieser Saison.
Im März 2024 unterschrieb Edwards einen Zweijahresvertrag im Wert von 6,5 Millionen US-Dollar bei den Los Angeles Chargers.

### NFL-Statistiken
| Saison                             | Team  | Spiele                        | Spiele                        | Rushing                       | Rushing                       | Rushing                       | Rushing                       | Rushing                       | Receiving                     | Receiving                     | Receiving                     | Receiving                     | Receiving                     | Fumbles                       | Fumbles                       |
| Saison                             | Team  | GP                            | GS                            | Att                           | Yds                           | Avg                           | Lng                           | TD                            | Rec                           | Yds                           | Avg                           | Lng                           | TD                            | Fum                           | Lost                          |
| ---------------------------------- | ----- | ----------------------------- | ----------------------------- | ----------------------------- | ----------------------------- | ----------------------------- | ----------------------------- | ----------------------------- | ----------------------------- | ----------------------------- | ----------------------------- | ----------------------------- | ----------------------------- | ----------------------------- | ----------------------------- |
| 2018                               | BAL   | 11                            | 6                             | 137                           | 718                           | 5,2                           | 43                            | 2                             | 2                             | 20                            | 10,0                          | 13                            | 0                             | 0                             | 0                             |
| 2019                               | BAL   | 16                            | 1                             | 133                           | 711                           | 5,3                           | 63                            | 2                             | 7                             | 45                            | 6,4                           | 10                            | 0                             | 2                             | 1                             |
| 2020                               | BAL   | 16                            | 6                             | 144                           | 723                           | 5,0                           | 36                            | 6                             | 9                             | 129                           | 14,3                          | 34                            | 0                             | 1                             | 1                             |
| 2021                               | BAL   | kein Einsatz wegen Verletzung | kein Einsatz wegen Verletzung | kein Einsatz wegen Verletzung | kein Einsatz wegen Verletzung | kein Einsatz wegen Verletzung | kein Einsatz wegen Verletzung | kein Einsatz wegen Verletzung | kein Einsatz wegen Verletzung | kein Einsatz wegen Verletzung | kein Einsatz wegen Verletzung | kein Einsatz wegen Verletzung | kein Einsatz wegen Verletzung | kein Einsatz wegen Verletzung | kein Einsatz wegen Verletzung |
| 2022                               | BAL   | 9                             | 4                             | 87                            | 433                           | 5,0                           | 37                            | 3                             | 0                             | 0                             | –                             | 0                             | 0                             | 1                             | 1                             |
| 2023                               | BAL   | 17                            | 9                             | 198                           | 810                           | 4,1                           | 42                            | 13                            | 12                            | 180                           | 15,0                          | 80                            | 0                             | 3                             | 2                             |
| 2024                               | LAC   | 11                            | 6                             | 101                           | 365                           | 3,6                           | 43                            | 4                             | 3                             | 6                             | 2,0                           | 3                             | 0                             | 0                             | 0                             |
| Total                              | Total | 80                            | 32                            | 800                           | 3760                          | 4,7                           | 63                            | 30                            | 33                            | 380                           | 11,5                          | 80                            | 0                             | 7                             | 5                             |
| Quelle: pro-football-reference.com |       |                               |                               |                               |                               |                               |                               |                               |                               |                               |                               |                               |                               |                               |                               |